# Cattedrali a Gibilterra
Questa è una lista delle cattedrali di Gibilterra.

## Cattedrale cattolica
| Cattedrale                           | Diocesi               | Città      | Immagine |
| ------------------------------------ | --------------------- | ---------- | -------- |
| Cattedrale di Santa Maria Incoronata | Diocesi di Gibilterra | Gibilterra |          |

## Cattedrale anglicana
| Cattedrale                     | Diocesi                         | Città      | Immagine |
| ------------------------------ | ------------------------------- | ---------- | -------- |
| Cattedrale della Santa Trinità | Diocesi di Gibilterra in Europa | Gibilterra |          |